# San Lorenzo Chiautzingo
San Lorenzo Chiautzingo es una localidad del estado mexicano de Puebla. Es cabecera del municipio de Chiautzingo.

## Toponimia
El nombre «San Lorenzo» hace referencia al santo patrono de la localidad: Lorenzo de Roma. El nombre «Chiautzingo» proviene de los términos en náhuatl chiahui, pantano; tzin, diminutivo, y co, locativo. Su significado es «en el pantanito o pequeño lodazal».

## Demografía
| Gráfica de evolución demográfica |
|                                  |

| Censo | Población |
| ----- | --------- |
| 1900  | 1 703     |
| 1910  | 1 761     |
| 1921  | 1 582     |
| 1930  | 1 674     |
| 1940  | 1 896     |
| 1950  | 2 448     |
| 1960  | 2 773     |
| 1970  | 2 874     |
| 1980  | 4 631     |
| 1990  | 5 362     |
| 1995  | 6 238     |
| 2000  | 6 596     |
| 2005  | 7 038     |
| 2010  | 7 477     |
| 2020  | 9 197     |